# Renenutet
Renenutet – w mitologii egipskiej bogini zbiorów owoców i żniw. Przedstawiana jako kobieta z głową kobry.
Uważana była za jedną z opiekunek władców Egiptu, w tym kontekście często łączona z boginią Uadżet.
Renenutet kierowała ludzkim losem, dlatego identyfikowano ją też z Maat. Jej świątynia z czasów Amenemhata III i IV (XIX-XVIII wiek p.n.e.) znajdowała się w oazie Fajum. W okresie hellenistycznym znana pod zgrecyzowanym imieniem Thermuthis (dosł. „gorąca”).
Obchody ku czci tego bóstwa (egipskie święto plonów) odprawiano dorocznie wraz ze świętem Nepri w pierwszych dniach pachons – początkowego miesiąca letniej pory zbiorów (szema).